# Kościół Świętego Ducha w Koninie
Kościół Świętego Ducha w Koninie – parafialny kościół Ewangelicko-Augsburski położony na dawnym Przedmieściu Kolskim przy ulicy Kolskiej, na osi ulicy 3 Maja.

## Historia
Przedmieście Kolskie nazywane było także Przedmieściem Świętego Ducha od nazwy patrona tutejszego kościoła szpitalnego, który powstał w 1422. W 1801 w tym miejscu zbudowano nowy kościół drewniany, który został zakupiony w 1824 przez gminę luterańską. Obecny kościół, który znajduje się nieco bardziej na południe od poprzedniej świątyni powstał w latach 1853–1854. Wieżę nadbudowano w 1872. Jego obecny wygląd w stylu neoromanizmu nadreńskiego (czasem błędnie określanego jako neogotyk) nadano mu w czasie renowacji w latach 1906–1909.

## Architektura i otoczenie
Jednonawowy kościół wybudowano z nietynkowanej czerwonej cegły. Nawa kryta dwuspadowym dachem ozdobionym dwoma rzędami ceglanych pinakli. Takie same pinakle zdobią fasadę kruchty i kalenicę nawy. Nad kruchtą ośmiokątna w przekroju dzwonnica kryta ostrosłupowym, smukłym hełmem.
Wnętrze jednoprzestrzenne, utrzymane w tonacji bieli. Nawa oświetlana dużymi, półokrągło zamkniętymi oknami, otoczona z trzech stron wolnostojącymi, jednopiętrowymi emporami wspartymi na smukłych korynckich kolumienkach. Bardzo oryginalnie rozwiązane jest przekrycie nawy; dźwigary stropowe złożone z półokrągłych odcinków dzielą go na 15 kwadratowych pól wypełnionych półsferycznymi czaszami (konstrukcja z metalowych prętów obrzucona gipsem). W prezbiterium drewniany neoromański ołtarz z obrazem Chrystusa nauczającego oraz utrzymana w podobnym stylu ambona.
Od strony ulicy Kolskiej świątynię otacza ozdobny, żelazny płot. Przy kościele zabytkowa pastorówka z 1840.

## Organy
O poprzednich organach w tej świątyni nie ma dokładnych informacji. Obecny instrument został zakupiony z dawnego kościoła ewangelickiego im. Cesarza Fryderyka III w Polanicy-Zdroju. W lipcu 1959 roku został przekazany do Ząbkowic Śląskich na potrzeby wyposażenia kaplicy ewangelickiej. Tam jednak, z powodu braku funduszy, nie został zamontowany i w październiku tego samego roku przewieziono go do Konina.  Organy wybudowała firma Schlag & Söhne ze Świdnicy w 1915 roku.
Dyspozycja instrumentu:
| Manuał I                      | Manuał II        | Pedał          |
| ----------------------------- | ---------------- | -------------- |
| 1. Principal 8'               | 1. Portunal 8'   | 1. Subbass 16' |
| 2. Hohlflöte 8'               | 2. Salicional 8' |                |
| 3. Octave 4'                  | 3. Fl. Dolce 4'  |                |
| 4. Rausch-Quinte 2 2/3' u. 2' |                  |                |